# Jaisalmer
Jaisalmer är en stad i Rajasthan i nordvästra Indien. Folkmängden uppgick till cirka 65 000 invånare vid folkräkningen 2011. Staden är belägen i Tharöknen 215 km nordväst om Jodhpur, och är den administrativa huvudorten för distriktet Jaisalmer.
Jaisalmer, som var huvudstad för furstendömet med samma namn, grundades 1156 av Rawal Jaisal, en rajputfurste. Huvudstaden hade tidigare legat i Ludharva 18 km bort. I samband med detta byggdes även Jaisalmers fästning i staden som låg mycket strategiskt längs karavanvägarna mellan Indien och Centralasien. Redan under 1100-talet uppnådde Jaisalmer sin höjdpunkt och efter det att staden plundrats av sultan ʿAlāʾ al-Dīn Khaljī under tidigt 1300-tal förlorade staden i betydelse och kom under Mogulrikets kontroll. Under 1600-talet fick staden en andra guldålder. 1818 skiftade makten så att området istället lydde under britterna och i samband med Indiens självständighet blev Jaisalmer en del av Rajasthan.
Jaisalmer är ett karavancentrum samt en handelsplats för ull, salt, hudar och boskap, men i dagens läge är turismen den viktigaste inkomstkällan. Staden kallas ibland den gyllene staden då många av stadens hus är byggda i gul sandsten. 
Fästningen i staden rymmer furstepalatset, ett antal Jaintempel och ett bibliotek som innehåller gamla Sanskrit- och Prakritmanuskript. Fästningen är en av flera bergsfort i Rajasthan som blev deklarerade som världsarv 2013.
Staden omges av Tharöknen. Pärlhirs och durra är de huvudsakliga grödorna och getter, kameler, får och kor betar i det karga landskapet.

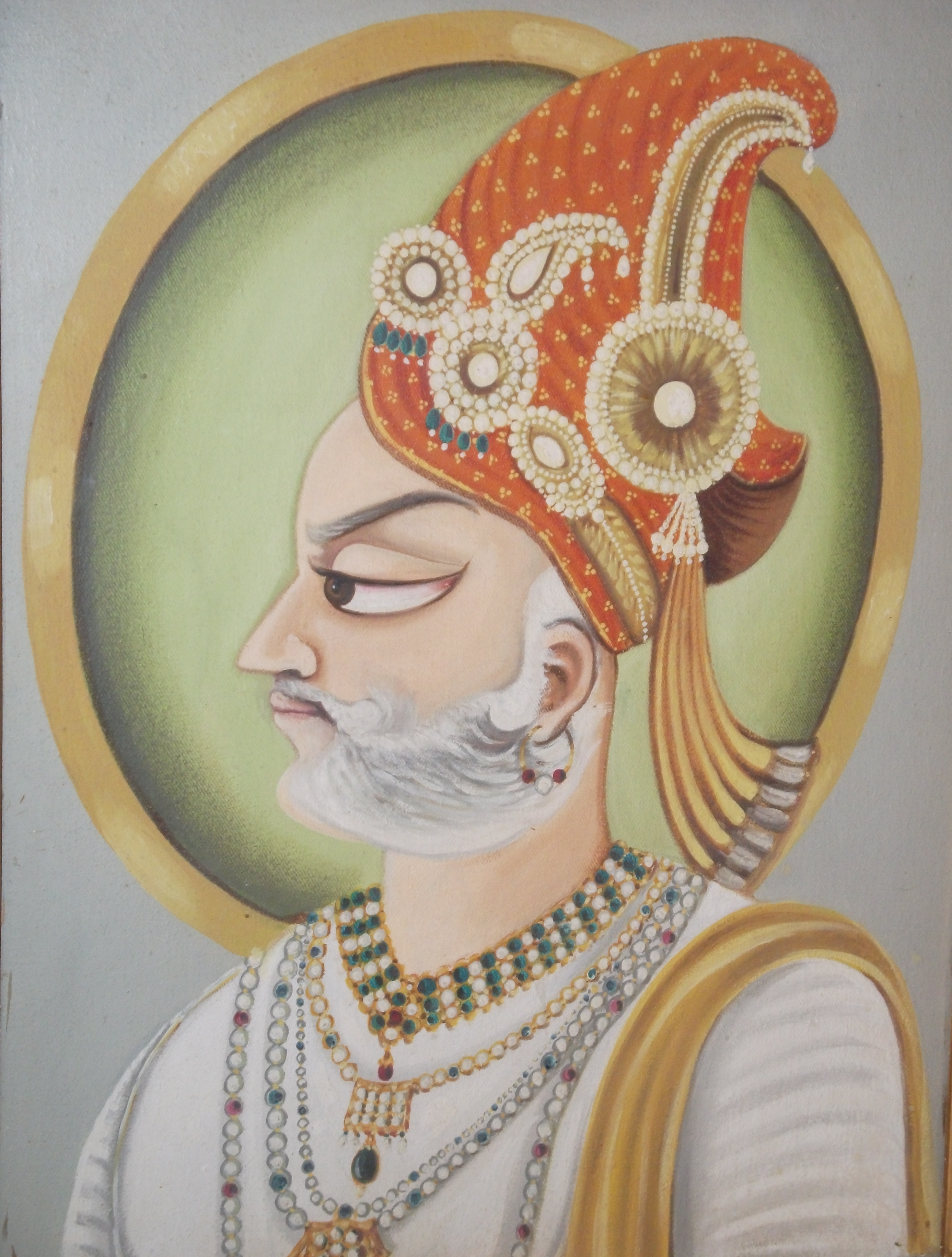
Rawal Jaisal
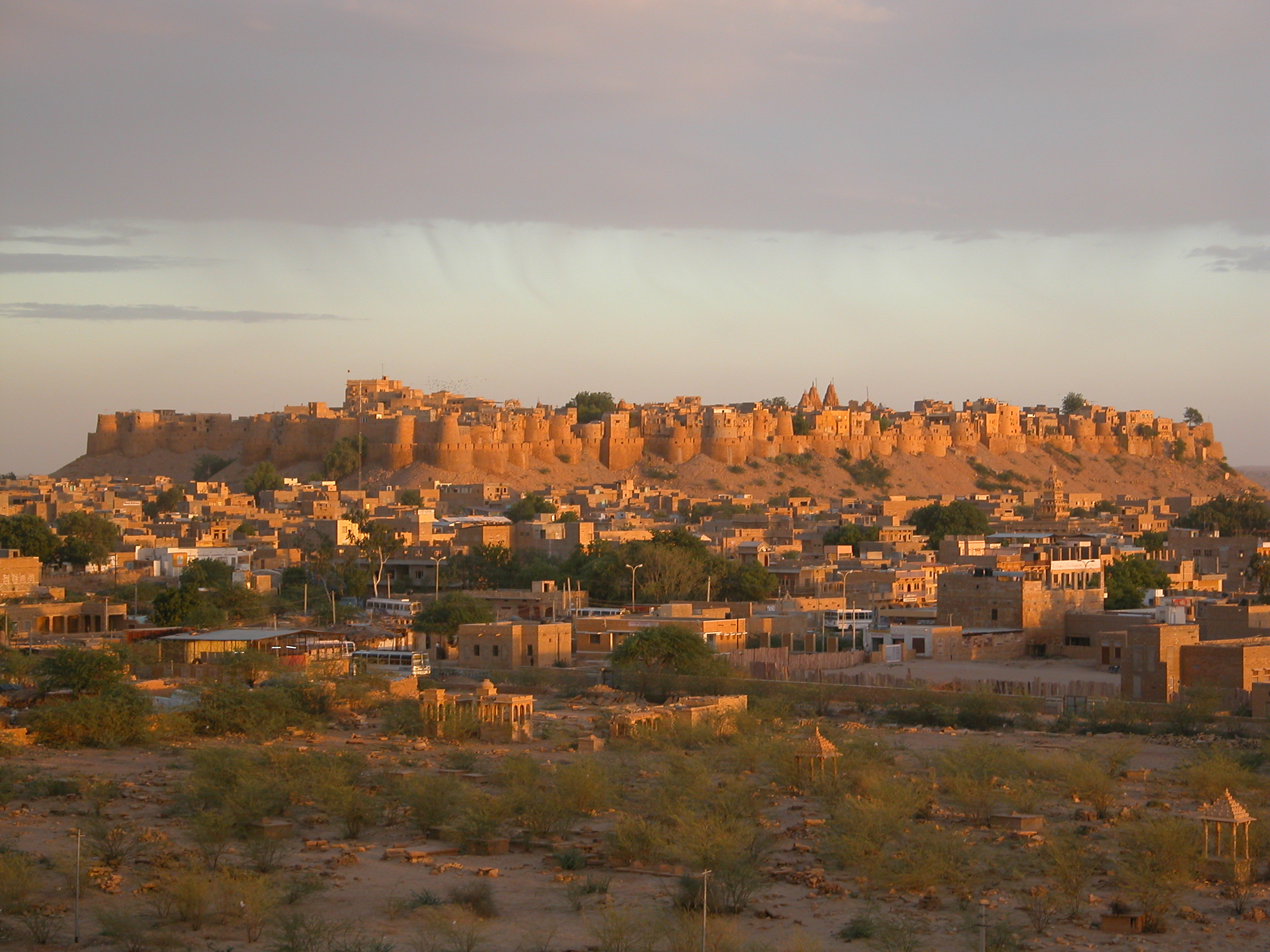
Fästningen
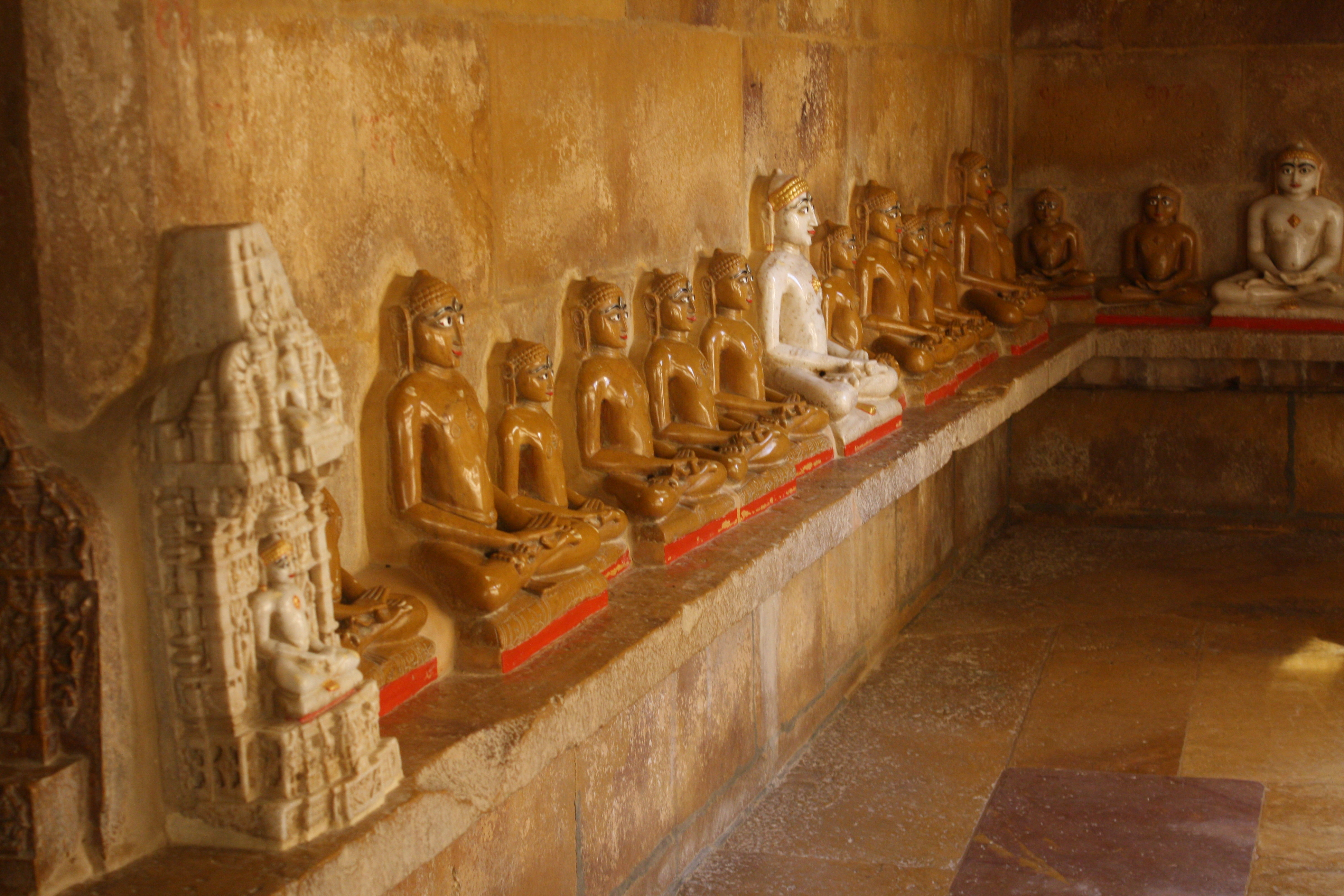
Jaintempel i fästningen
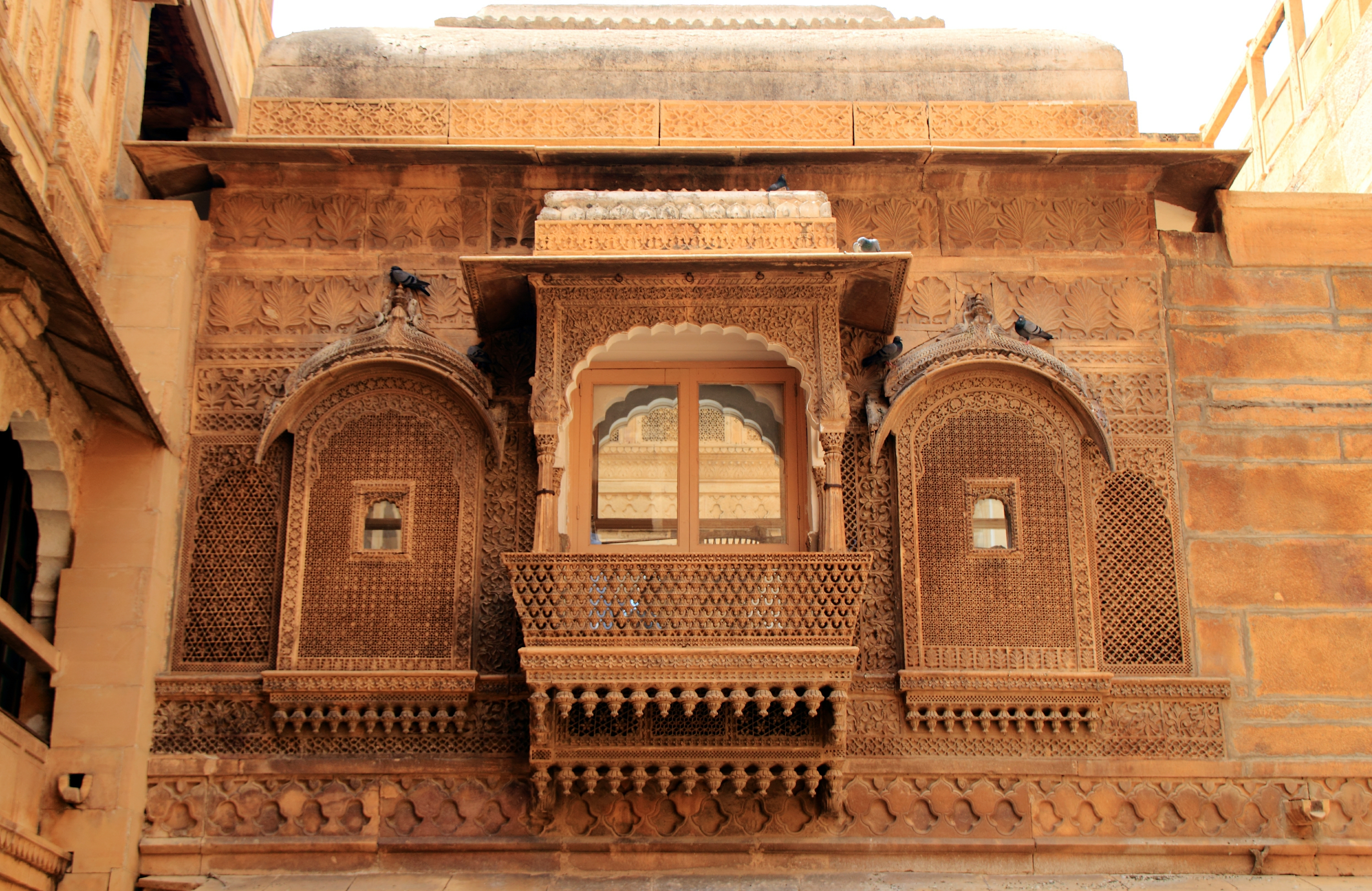
Palats i fästningen
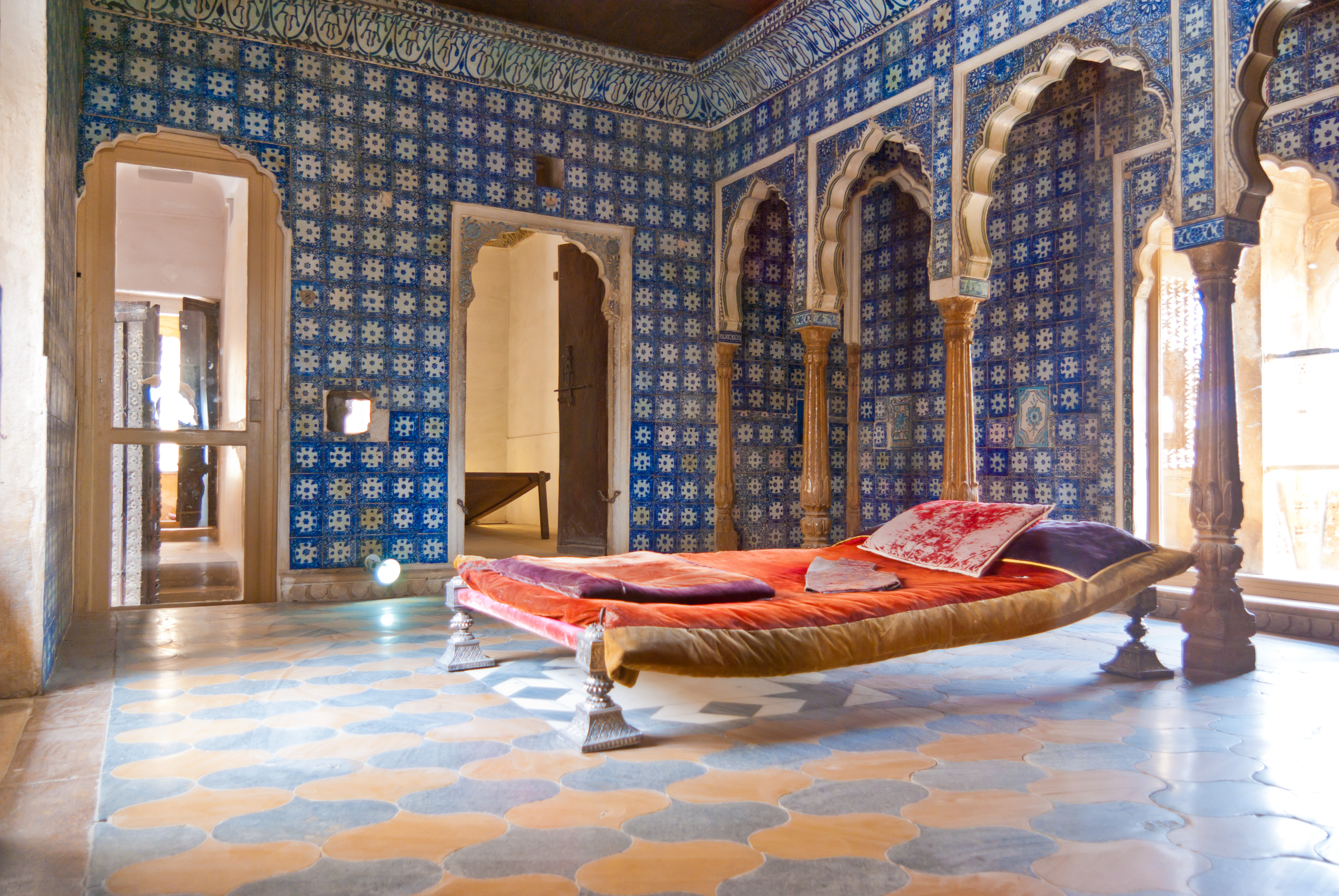
Interiör i fästningen